# أيتو غارسيا رنسيس
أيتو غارسيا رنسيس (بالإسبانية: Aíto García Reneses) مواليد 20 ديسمبر 1946 في مدريد، هو لاعب كرة سلة محترف إسباني تحول إلى التدريب بعد الاعتزال بدأ مسيرته الاحترافية في سنة 1963. شارك في مسابقة كرة السلة في الألعاب الأولمبية الصيفية. اعتزل اللعب في 1973. فاز بلقب الدوري الإسباني لكرة السلة تسع مرات مع نادي برشلونة لكرة السلة حيث أمضى مع 15 موسما. أصبح مدربا لمنتخب إسبانيا لكرة السلة سنة 2008. درب فريق سي بي غران كناريا من 2014 إلى 2016.

## روابط خارجية
- أيتو غارسيا رنسيس على موقع الدوري الإسباني لكرة السلة (الإسبانية)
- أيتو غارسيا رنسيس على موقع أوليمبيديا (الإنجليزية)